# تيرينس براون
تيرينس براون (بالإنجليزية: Terence Brown)‏ هو لاعب كرة قدم أمريكية أمريكي، ولد في 19 فبراير 1986 في أمريكان فورك في الولايات المتحدة.

## وصلات خارجية
- تيرينس براون على موقع JustSportsStats.com (الإنجليزية)